# Mauricio en los Juegos Paralímpicos
Mauricio en los Juegos Paralímpicos está representado por el Comité Paralímpico Nacional de Mauricio, miembro del Comité Paralímpico Internacional.
Ha participado en siete ediciones de los Juegos Paralímpicos de Verano, su primera presencia tuvo lugar en Atlanta 1996. El deportista Yovanni Philippe logró la única medalla paralímpica del país en las ediciones de verano, al obtener en París 2024 la medalla de bronce en atletismo en la prueba de 400 m (clase T20).
En los Juegos Paralímpicos de Invierno Mauricio no ha participado en ninguna edición.

## Medallero

### Por edición
Juegos Paralímpicos de Verano
| Evento              | Oro | Plata | Bronce | Total |
| ------------------- | --- | ----- | ------ | ----- |
| Atlanta 1996        | 0   | 0     | 0      | 0     |
| Sídney 2000         | –   | –     | –      | –     |
| Atenas 2004         | 0   | 0     | 0      | 0     |
| Pekín 2008          | 0   | 0     | 0      | 0     |
| Londres 2012        | 0   | 0     | 0      | 0     |
| Río de Janeiro 2016 | 0   | 0     | 0      | 0     |
| Tokio 2020          | 0   | 0     | 0      | 0     |
| París 2024          | 0   | 0     | 1      | 1     |
| TOTAL               | 0   | 0     | 1      | 1     |

### Por deporte
Deportes de verano
| Evento    | Oro | Plata | Bronce | Total |
| --------- | --- | ----- | ------ | ----- |
| Atletismo | 0   | 0     | 1      | 1     |
| TOTAL     | 0   | 0     | 1      | 1     |